# Grafenegg
Grafenegg (fino al 2003 Etsdorf-Haitzendorf) è un comune austriaco di 3 019 abitanti nel distretto di Krems-Land, in Bassa Austria; ha lo status di comune mercato (Marktgemeinde).